# Исикеевский сельсовет
Исикеевский сельсовет — муниципальное образование со статусом сельского поселения в Неверкинском районе Пензенской области Российской Федерации.
Административный центр — село Исикеево.

## История
Статус и границы сельского поселения установлены Законом Пензенской области от 2 ноября 2004 года № 690-ЗПО «О границах муниципальных образований Пензенской области».

## Население
| 2010 | 2012 | 2013 | 2014 | 2015 | 2016 | 2017 |
| ---- | ---- | ---- | ---- | ---- | ---- | ---- |
| 427  | ↘395 | ↘379 | ↘364 | ↘361 | ↘349 | ↘342 |
| 2018 | 2021 |      |      |      |      |      |
| ↘322 | ↘286 |      |      |      |      |      |

## Состав сельского поселения
| № | Населённый пункт | Тип населённого пункта       | Население |
| - | ---------------- | ---------------------------- | --------- |
| 1 | Исикеево         | село, административный центр | ↘165      |
| 2 | Сосновый Овраг   | село                         | ↘260      |
| 3 | Ступишино        | хутор                        | →2        |